# اوپینگ
اوپینگ (به آلمانی: Oepping) یک منطقهٔ مسکونی در اتریش است که در ناحیه رورباخ واقع شده‌است. اوپینگ ۲۳ کیلومتر مربع مساحت دارد ۶۲۹ متر بالاتر از سطح دریا واقع شده‌است.